# Paardenommegang Mere
De Paardenommegang Mere, ook wel Paardenommegang Sint-Bavo Mere genoemd, is een jaarlijkse paardenprocessie in Mere (Oost-Vlaanderen). Een sliert van zo'n tweehonderd rij- en boerenpaarden, paardengespannen, pony's en ruiters uit Mere en omliggende gemeenten rijdt de zondag voor 15 augustus langs de kapelletjes van Mere ter ere van Onze-Lieve-Vrouw en de Heilige Bavo.
Alle paarden, pony’s, ruiters en koetsen krijgen bij het vertrek aan de parochiekerk de zegen van de heilige Sint-Bavo. De stoet wordt voorafgegaan door de muziekvereniging Nieuw Leven uit Aaigem. Hoewel het religieuze karakter van de paardenommegang de laatste jaren wat op de achtergrond is verdwenen, kan de paardenommegang nog steeds op heel wat belangstelling rekenen van ruiters en bezoekers en is het de laatste vijftig jaar uitgegroeid tot waardevol immaterieel erfgoed binnen de Denderstreek.

## Geschiedenis
De paardenommegang in Mere vindt zijn oorsprong in de eeuwenoude processieweg ter ere van het miraculeuze Onze-Lieve-Vrouwebeeld (Sedes Sapientiae) dat de Sint-Bavokerk in Mere siert. Toch trekt de paardenommegang in zijn huidige vorm pas sinds 1967 door de straten van Mere.
Naar het voorbeeld van de naburige gemeenten wilde Oscar De Rop ook in Mere een paardenommegang organiseren. Mere had al vóór 1967 een ruitervereniging, maar wilde er graag mee naar buiten komen. De ruitervereniging en de plaatselijke Mariaverering van Onze-Lieve-Vrouw van de Rozenkrans bundelden daarom de krachten. De paardenommegang van Mere was een feit.